# 5620 Jasonwheeler
5620 Jasonwheeler este o planetă minoră (asteroid) din Asteroid Amor. A fost descoperită pe 19 iulie 1990 la Observatorul Palomar de Brian P. Roman⁠(d). 
Obiectul prezintă o orbită caracterizată de o semiaxă mare de 2,1592378 UAi, o excentricitate de 0,4221, o înclinație de 7,87155 ° în raport cu ecliptica.